# 舌岩
舌癌，中醫外科（瘍科）病名，是發生於舌部的癌症，又稱舌菌、舌疳，相當於現代醫學的舌癌。中醫視本病為難治之症，若延及項頜，腫如結核，稱為瘰癧風（又稱失榮）。